# Povijest evolucijske misli
Evolucijska misao, koncept da se vrste mijenjaju kroz vrijeme, vuče korijene iz antike iz ideja Grka, Rimljana, Kineza i Muslimana. Ipak, sve do 18. stoljeća zapadnjačko biološko razmišljanje bilo je pod dominacijom esencijalizma, vjerovanja da svaka vrsta ima esencijalne karakteristike koje su nepromijenjive. To se počelo mijenjati kada su se tijekom prosvjetiteljstva evolucijska kozmologija i mehanička filozofija proširile od prirodnih znanosti na prirodnu povijest. Naturalisti su se počeli fokusirati na raznolikosti vrsta; pojava paleontologije s konceptom izumiranja još je više potkopala statički pogled na prirodu. Tijekom ranog 19. stoljeća Jean-Baptiste Lamarck predložio je svoju teoriju transmutacije vrsta, prvu potpuno oblikovanu znanstvenu teoriju evolucije.
Godine 1858. Charles Darwin i Alfred Russel Wallace objavili su novu teoriju evolucije koja je u pojedinosti bila objašnjena u Darwinovom djelu O podrijetlu vrsta (1859.). Darwin je za razliku od Lamarcka predložio zajedničkog pretka i granajuće drvo života. Teorija se temeljila na ideji prirodnog odabira, te je sintetizirala široki raspon dokaza iz stočarstva, biogeografije, geologije, morfologije i embriologije.
Darwinovo djelo vodilo je širokom prihvaćanju općeg koncepta evolucije, no prirodna selekcija, specifičan mehanizam kojeg je Darwin predložio, nije bila široko prihvaćena sve do 1940-ih. Većina biologa tvrdila je kako su drugi faktori odgovorni za evoluciju poput nasljeđivanja stečenih karakteristika (neolamarkizam), urođenog nagona za promjenu (ortogeneza) ili iznenadnih velikih mutacija (saltacionizam). Sintezom prirodne selekcije i Mendelove genetike tijekom 1920-ih i 1930-ih osnovana je nova disciplina populacijske genetike. Tijekom 1930-ih i 1940-ih populacijska genetika integrirana je s ostalim poljima biologije što je rezultiralo široko prihvaćenom teorijom evolucije koja je obuhvatila veliki dio biologije—modernom evolucijskom sintezom.
Nakon osnutka evolucijske biologije, istraživanja mutacija i varijacija u prirodnim populacijama kombiniranih s biogeografijom i sistematikom vodila su do sofisticiranih matematičkih i kauzalnih modela evolucije. Paleontologija i komparativna anatomija omogućile su mnogo detaljniju rekonstrukciju povijesti života. Nakon uspona molekularne genetike u 1950-ima razvilo se polje molekularne evolucije utemeljeno na proteinskim sekvencijama i imunološkim testovima, kasnije obuhvativši istraživanja RNA i DNK. Tijekom 1960-ih istaknuo se genocentrični pogled evolucije nakon kojega je uslijedila neutralna teorija molekularne evolucije koja je potakla debatu o adaptacionizmu, jedinicama selekcije i relativnoj važnosti genetskog pomaka nasuprot prirodnoj selekciji. Tijekom kasnog 20. stoljeća sekvenciranje DNA vodilo je molekularnoj filogenetici i reorganizaciji drva života u sustav triju domena. Štoviše, novopriznati faktori simbiogeneze i vodoravnog prijenosa gena uvelo je još veću složenost u evolucijsku povijest.

## Antika

### Grci
Grčki filozofi su raspravljali o idejama koje su sadržavale oblike organske evolucije. Anaksimandar (o. 610. – 546. pr. Kr.) predložio je da se život izvorno razvio u moru, a tek je kasnije prešao na kopno, dok je Empedoklo (o. 490. – 430. pr. Kr.) pisao o nenadnaravnom podrijetlu živih bića. Empedoklo je predlagao da adaptacija ne zahtjeva organizatora ili tvorni uzrok. Aristotel je sažeo svoju ideju: "Gdjegod su se tada svi dijelovi zbili onakvima kakvima bi bili da su ostali biti do svršetka, takve su stvari preživjele, organizirajući se spontano na prikladan način; dok su oni koji su rasli drugačije nestajali ili nastavili nestajati…" Prvi grčki filozof koji je konstatirao da se sve oko nas mijenja bio je Heraklit (540. – 480. prije Krista). U njegovom 91. fragmentu Heraklit kaže da "čovjek ne može dva puta stupiti u istu rijeku, ni dva puta dotaknuti se po kakvoći svojoj iste prolazne supstancije nego se ona žestinom i brzinom promjene razasipa i opet skuplja... pridolazi i odlazi"  što govori da se zapravo sve neprestano mijenja, dok je po njemu osnova građe svijeta vatra.
Platon (o. 428. – 348. pr. Kr.), prema riječima biologa i povjesničara Ernsta Mayra "veliki antiheroj evolucionizma", utemeljio je filozofiju esencijalizma koju je nazvao teorijom oblika. Ova teorija drži da su predmeti promatrani u realnom svijetu samo odrazi ograničenog broja esencija (eide). Varijacija je samo rezultat nesavršenog odraza tih konstantnih esencija. U Timeju je Platon iznio ideju da je Demiurg stvorio kozmos i sve u njemu jer, bivajući dobrim i stoga "… slobodnim od zavisti, On je želio da sve stvari budu nalik Njemu što je moguće više". Stvoritelj je stvorio sve razumljive oblike života, stoga "… svemir bi bez njih bio nepotpun, jer ne bi sadržavao svaku vrstu životinje koju bi trebao sadržavati ako bi htio biti savršen". Ova ideja da su svi mogući oblici života esencijalni za savršenu kreaciju naziva se principom potpunosti i jako je utjecala na kasniju kršćansku misao.
Aristotel (384. – 322. pr. Kr.), jedan od najutjecajnijih grčkih filozofa, najraniji je prirodni povjesničar čije je djelo očuvano gotovo u cijelosti. Njegovi zapisi o biologiji nastali su kao rezultat njegova istraživanja u prirodnoj povijesti na otoku Lezbosu i oko njega, te su opstali u obliku četiriju knjiga obično poznatih pod njihovim latinskim naslovima De anima (O duši), Historia animalium (Povijest životinja), De generatione animalium (O reprodukciji životinja) i De partibus animalium (O dijelovima životinja). Aristotelova djela sadrže neka izvanredna oštroumna promatranja i interpretacije, uz različite mitove i pogreške—reflektirajući nejednako stanje znanja tijekom njegova vremena. Ipak za Charlesa Singera "ništa nije značajnije od [Aristotelovih] napora oko [izlaganja] odnosa živih bića kao scala naturæ". Ova scala naturæ opisana u Historia animalium klasificirala je organizme u odnosu na hijerarhijske "ljestve života" ili "lanac bića", postavljajući ih prema složenosti strukture i funkcije, s organizmima koji su pokazivali veću vitalnost i sposobnost za kretanje opisujući ih kao "više organizme".

### Kinezi
Ideje o evoluciji iskazivali su starokineski mislioci poput Zhuangzija (Chuang Tzu), taoističkog filozofa koji je živio oko 4. stoljeća pr. Kr. Prema Josephu Needhamu taoizam je eksplicitno negirao nepromjenjivost bioloških vrsta, a taoistički filozofi nagađali su da su vrste razvile različite atribute kao odgovor na različit okoliš. Ljudi, priroda i nebesa viđeni su kao da postoje u stanju "konstantne transformacije" poznate kao tao za razliku od statičnijeg pogleda na prirodu tipičnog za zapadnu misao.

### Rimljani
Tit Lukrecije Kar (umro 50. pr. Kr.), rimski filozof i atomist, napisao je poemu O prirodi stvari (De rerum natura), koja daje najbolje sačuvano objašnjenje ideja grčkih epikurejskih filozofa. Ona opisuje razvoj kozmosa, Zemlje, živih bića i ljudskog društva kroz čisto naturalističke mehanizme bez ikakvog spominjanja nadnaravnog uplitanja. O prirodi stvari kasnije će utjecati na kozmološka i evolucijska nagađanja filozofa i znanstvenika tijekom i nakon renesanse.

## Srednji vijek

### Islamska filozofija i borba za opstanak
Iako su grčke i rimske evolucijske ideje izumrle u Europi nakon pada Rimskog Carstva, one nisu bile izgubljene za islamske znanstvenike i filozofe. U Zlatnom dobu islama rane teorije o evoluciji podučavane su na islamskim školama. John William Draper, znanstvenik, filozof i povjesničar iz 19. stoljeća raspravljao je o al-Khazinijevim zapisima iz 12. stoljeća kao dijelu onoga što je nazivao "Muhamedovom teorijom evolucije". On je usporedio te rane ideje s kasnijim biološkim teorijama i tvrdio da su islamske razvijene "… mnogo dalje nego čime smo raspolagali, proširivši ih čak na anorganske ili mineralne tvari".
Prvi muslimanski biolog i filozof koji je detaljnije teoretizirao o evoluciji bio je afroarapski pisac al-Jahiz u 9. stoljeću. On je razmatrao učinke okoliša na vjerojatnost preživljenja životinja, te je opisao borbu za opstanak. Ibn Miskawayhov al-Fawz al-Asghar i Enciklopedija Braće čistoće (Poslanice Ikhwana al-Safe) istoimenog udruženja iskazivali su ideje o tome kako su se vrste razvijale: od materije do pare a zatim do vode, onda iz minerala u biljke, a zatim životinje, pa sve do majmuna i konačno ljudi. Polihistor Ibn al-Haytham napisao je knjigu u kojoj je zagovarao evolucionizam (iako ne i prirodni odabir). Mnogi islamski učenjaci i znanstvenici poput Abūa Rayhāna al-Bīrūnīja, Nasira al-Dina Tusija, te Ibn Khalduna raspravljali su o tim idejama i razvijali ih. Nakon što su prevedene na latinski, ova su se djela pojavila na Zapadu nakon renesanse i možda su utjecala na zapadnu znanost.

### Kršćanska filozofija i veliki lanac bića
Tijekom ranog srednjeg vijeka grčko klasično učenje bilo je čitavo, ali izgubljeno na Zapadu. Ipak kontakt s islamskim svijetom gdje su grčki rukopisi ostali sačuvani i razrađeni ubrzo su doveli do masivne bujice latinskih prijevoda u 12. stoljeću. Europljani su stoga ponovo upoznati s djelima Platona i Aristotela kao i s islamskom misli. Kršćanski mislioci iz skolastičke škole, posebice Abelard i Toma Akvinski, kombinirali su aristotelovsku klasifikaciju s Platonovim idejama o dobroti Božjoj i sve moguće životne oblike prisutne u savršenoj kreaciji kako bi organizirali sva neživa, živa i duhovna bića u ogroman međusobno povezani sustav nazvan scala naturæ ili veliki lanac bića.
Unutar tog sustava sve što je postojalo moglo se postaviti u red od "najnižeg" do "najvišeg" s paklom na dnu i Bogom na vrhu—ispod Boga nalazili su se hijerarhija anđela označena orbitama planeta, čovječanstvo u srednjem položaju, te crvi kao najniže životinje. Kako je svemir bio krajnje savršen, veliki je lanac također bio savršen. U lancu nisu postojale prazne veze, a nijedna veza nije predstavljala više od jedne vrste. Stoga se vrste nisu mogle pomicati s jednog položaja na drugi. U ovakvoj kristijaniziranoj verziji Platonova savršena svemira, vrste se nikad nisu mogle mijenjati, već su morale ostati zauvijek nepromijenjene u skladu s tekstom u Knjizi postanka. Ako bi ljudi zaboravili na svoj položaj, to se smatralo grijehom, ponašali se oni poput nižih životinja ili težili višim postajama od onih koje im je dao Stvoritelj.
Očekivalo se da stvorovi na susjednim položajima jako nalikuju jedni na druge, a ta se ideja iskazivala izrekom natura non facit saltum ("priroda ne čini skokove"). Ovaj osnovni koncept velikog lanca bića uvelike je utjecao na razmišljanje zapadne civilizacije tijekom sljedećih stoljeća (te čak i danas ima utjecaj). Ovaj koncept također je oblikovao dio argumenta iz dizajna kojeg je predočila prirodna teologija. Kao klasifikacijski sustav postao je glavni organizacijski princip i temelj izdizanja znanosti biologije u 17. i 18. stoljeću.

## Renesansa i prosvjetiteljstvo
Neke teorije evolucije koje su se pojavile između 1650. i 1800. postulirale su da se svemir, uključujući život na Zemlji, razvijao mehanički, u potpunosti bez božanskog vođenja. Otprilike u to vrijeme mehanička filozofija Renéa Descartesa započela je jačati mehanicistički pogled na svemir koji će kasnije karakterizirati znanstvenu revoluciju. Ipak, većina suvremenih teorija poput onih Gottfrieda Leibniza i J. G. Herdera tvrdile su da evolucija je fundamentalno duhovni proces. Godine 1751. Ipak, na prirodoslovce 18. stoljeća i razvoj znatnije je utjecao Leibnizov "zakon kontinuiteta" ili neprekidnosti, po kojem priroda ne pravi skokove, već je u njoj sve povezano postupnim prijelazima, kako u području fizičkih, tako i psihičkih pojava. Pierre Louis Maupertuis okrenuo se više materijalističkoj osnovi. U svojim radovima pisao je o prirodnim modifikacijama koje se javljaju tijekom reprodukcije i akumuliraju tijekom niza mnogih generacija stvarajući rase, pa čak i nove vrste, te je time anticipirao u općim terminima ideju prirodnog odabira.
Još sredinom 18. stoljeća veliki Carl Linné, provodeći u svojem djelu Sustav prirode (Systema naturae, 1735.) kategorizaciju svih dotad poznatih biljaka i životinja, strogo je zastupao načelo: "Vrsta ima onoliko koliko ih je od početka stvoreno" (Tot numeramus species, quot ab initio sunt creatae).
Suprotno takvom kreacionističkom vjerovanju, nešto kasnije u 18. stoljeću francuski prirodni filozof G. L. L. Buffon predložio da ono što ljudi nazivaju vrstama zapravo predstavljaju dobro obilježene varijetete čiji su originalni oblik modificirali faktori okoliša.  Na temelju proučavanja velikog broja suvremenih biljaka i životinja, kao i opsežnoga paleontološkog materijala koji mu je bio dostupan, on zaključuje da su "sve životinje proizišle od jednoga pretka, koji se tijekom vremena mijenjao i usavršavao te proizveo sve životinjske rodove". Primjerice, pretpostavljao je da lavovi, tigrovi, leopardi i domaće mačke možda imaju zajedničkog pretka i teoretizirao je kako 200 ili više vrsta tada poznatih sisavaca potječe od nekolicine pa sve do 38 originalnih oblika. Zoolog Lacepède, autor poglavlja o ribama u Buffonovoj Prirodnoj povijesti (Histoire naturelle, 1749. – 88.), tumači sličnost organizama podrijetlom od zajedničkoga pretka i smatra da su te promjene u svezi s promjenjivim utjecajem okoliša, križanjem itd. On govori i o preživljavanju bolje prilagođenih vrsta i u tome se približava biti darvinizma, tj. teoriji o prirodnom odabiru, selekciji. Ipak, Buffonove evolucijske ideje bile su ograničene; vjerovao je kako je svaki originalni oblik nastao spontanom generacijom, te da su oni oblikovani "unutarnjim odljevima" koji su ograničavali količinu promjene. Buffon je bio jedan od vodećih naturalista 18. stoljeća, a njegova djela Prirodna povijest i Epohe prirode koja su sadržavala dobro razvijene teorije o potpuno materijalističkom podrijetlu Zemlje kao i njegove ideje koje su dovodile u pitanje nepromijenjenost vrsta bile su iznimno utjecajne.
Između 1767. i 1792. godine James Burnett, Lord Monboddo nije u svojim zapisima samo uključio koncept da je čovjek potekao od primata, već također da, u odgovoru na okoliš, stvorovi pronalaze metode transformacije svojih karakteristika tijekom dugih vremenskih intervala. Erasmus Darwin, djed još slavnijeg znanstvenika Charlesa Darwina, objavio je 1796. djelo Zoönomia kojim je predložio da "sve toplokrvne životinje potječu od jedne živuće niti". U svojoj poemi iz 1802. godine pod naslovom Hram prirode opisao je uspon života od sićušnih organizama koji žive u mulju do čitave današnje raznolikosti.

## Rano 19. stoljeće

### Paleontologija i geologija
Tijekom ranog 19. stoljeća prirodne su znanosti već raspolagale mnogobrojnim činjenicama koje su govorile u prilog evoluciji. 
Godine 1796. Georges Cuvier je objavio svoje pronalaske u razlikama između živućih slonova i onih pronađenih u fosilnim ostatcima. Njegova analiza pokazala je da su mamuti i mastodonti izumrle vrste različite od bilo kojeg živućeg sisavca čime je učinkovito dovršio dugotrajnu debatu o mogućnosti izumiranja vrsta. Godine 1788. James Hutton je opisao postupne geološke procese koji se neprestano odvijaju tijekom dugog vremenskog razdoblja. William Smith je započeo proces stratifikacije stijena proučavajući fosile u slojevima dok je radio na geološkoj karti Engleske. Godine 1811. Georges Cuvier i Alexandre Brongniart neovisno su jedan o drugome objavili utjecajno istraživanje o geološkoj povijesti regije oko Pariza bazirano na stratigrafskoj sukcesiji slojeva stijena. Ovi radovi pomogli su u određivanju starosti Zemlje. Cuvier je zagovarao katastrofizam u objašnjavanju obrazaca odumiranja i faunalnu sukcesiju otkrivenu fosilnim ostatcima.
Znanje o fosilnim ostatcima nastavilo se ubrzano širiti tijekom prvih nekoliko desetljeća 19. stoljeća. Do 1840-ih glavne crte geološke vremenske skale postale su jasne, a 1841. John Phillips je imenovao tri glavne ere na temelju prevladavajuće fauna u svakom od njih: paleozoikom su dominirali morski beskralježnjaci i ribe, mezozoik je bio doba gmazova, a sadašnji kenozoik doba sisavaca. Progresivni crtež povijesti života prihvatili su čak i konzervativni engleski geolozi poput Adama Sedgwicka i Williama Bucklanda; no, poput Cuviera, napredak su pripisali ponovljenim katastrofičnim epizodama izmuiranja nakon kojih su uslijedile nove epizode stvaranja. Buckland i još neki zagovornici prirodne teologije među britanskim geolozima pokušali su za razliku od Cuviera eksplicitno povezati posljednju katastrofičnu epizodu koju je predložio Cuvier s biblijskim potopom.
Osim opisanih uspjeha na polju poredbene anatomije, osobito kralježnjaka (Georges Cuvier i dr.) te paleontologije slijedili su i proboji na polju poredbene embriologije gdje je Karl Ernst Von Baer utvrdio sličnost zametaka svih kralježnjaka, a Theodor Schwann otkrio je 1839. jedinstvo stanične građe svih živih bića (celularna teorija) i osnovao znanost o stanici – citologiju, a čak i u poljoprivredi je došlo do razvoja tehnika umjetne selekcije – engleski stočari i ratari uzgajali su nove pasmine domaćih životinja i nove sorte kultiviranog bilja.
Od 1830. do 1833. Charles Lyell je objavio svoje mnogosveščano djelo Principi geologije koje je počivalo na Huttonovim idejama, a zagovaralo je jednoličnu alternativu za katastrofičnu teoriju geologije. Lyell je tvrdio da, umjesto da su proizvodi kataklizmičkih (i vjerojatno natprirodnih) događaja, geološka obilježja Zemlje mogu se bolje objasniti kao rezultat jednakih postupnih geoloških sila vidljivih i dan danas—ali koje djeluje tijekom neizmjerno dugog vremenskog razdoblja. Iako se Lyell suprotstavljao evolucijskim idejama (čak dovodeći u pitanje konsenzus o tome da fosilni ostatci pokazuju istinski napredak), njegov koncept po kojem je Zemlja oblikovana silama koje su djelovale postupno tijekom dugačkog perioda, te neizmjerne starosti Zemlje predviđene u njegovim teorijama, snažno će utjecati na buduće evolucijske mislioce poput Charlesa Darwina.

### Transmutacija vrsta
Jean-Baptiste Lamarck je 1801. objavio knjigu Sustav životinja bez kralježnice (Système des animaux sans vertèbres) u kojoj prvi put iznosi ideju o zajedničkom podrijetlu organizama i njihovu postupnom razvoju koju je kasnije razradio i nadopunio u svojem najpoznatijrm djelu Filozofija zoologije Philosophie Zoologique iz 1809. u kojoj predlože svoju poznatu teoriju transmutacije vrsta koja predstavlja prvu cjelovitu evolucijsku teoriju u povijesti znanosti. Lamarck nije vjerovao da sva živa bića dijele zajedničkog pretka već je radije zagovarao spontanu generaciju kojom su neprekinuto stvoreni jednostavni oblici života. Također je vjerovao da prirođena životna sila tjera vrste da postaju složenijima tijekom vremena, napredujući uz linearnu ljestvicu složenosti koja je bila povezana s velikim lancem bića.
Po Lamarcku postoji u prirodi polagan, neprekidan proces preobrazbe vrsta. Činitelje koji su uvjetovali taj proces Lamarck svodi na promjene okoliša po kojima se mijenjaju i potrebe životinje, pa time ona stječe nove navike. U skladu s novim navikama i potrebama jedni se organi više upotrebljavaju i jače razvijaju; obratno, neupotrebljavanje organa dovodi do njihova slabljenja i iščezavanja u potomaka. Te su promjene po Lamarcku uvijek adekvatne uvjetima sredine što predstavlja prihvaćanje činjenice da se vrste adaptiraju okolišu, a roditelji takve promjene prenose na potomstvo. Tako su npr. krtici reducirane oči, jer ih pod zemljom ne upotrebljava. Te prilagodbe nastaju zbog volje životinje, napregnute želje, težnje da zadovolji svoje potrebe i navike.
To je objasnio rekavši kako je ista prirođena sila koja tjera sve veću i veću složenost uzrokovala da se organi životinje (ili biljke) mijenjaju ovisno o uporabi ili neuporabi tih organa upravo onako kako na mišiće djeluje vježbanje. Tvrdio je da te promjene nasljeđuje sljedeća generacija i da one stvaraju sporu adaptaciju na okolinu. Upravo će taj sekundarni mehanizam adaptacije kroz nasljeđivanje stečenih karakteristika postati poznat kao lamarkizam te će utjecati na rasprave o evoluciji u 20. stoljeću.
Britanska radikalna škola komparativne anatomije u kojoj je djelovao anatom Robert Grant bila je u bliskom kontaktu s Lamarckovom francuskom školom transformacionizma. Jedan od francuskih znanstvenika koji je utjecao na Granta bio je anatom Étienne Geoffroy Saint-Hilaire čije će ideje o jedinstvu raznih shema životinjskog tijela i homologije određenih anatomskih struktura biti široko utjecajne i koje će voditi do intenzivne debate s njegovim kolegom Georgesom Cuvierom. Grant je postao autoritet u anatomiji i reprodukciji morskih beskralježnjaka. On je razvio ideje Lamarcka i Erasmusa Darwina o transmutaciji i evolucionizmu, te istraživao homologiju radi dokazivanja zajedničkoga pretka. Charles Darwin se kao mladi student pridružio Grantu u istraživanjima životnog ciklusa morskih životinja. Anonimni članak iz 1826. godine kojeg je vjerojatno napisao Robert Jameson veličao je Lamarcka u objašnjavanju načina na koji su više životinje "evoluirale" iz najjednostavnijih crva čime je po prvi put riječi "evoluirati" uporabljena u modernom smislu.
Godine 1844. škotski izdavač Robert Chambers anonimno je objavio izrazito kontroverznu, ali naširoko čitanu knjigu pod naslovom Vestiges of the Natural History of Creation (Otisci prirodne povijesti kreacije). Ova je knjiga predlagala evolucijski scenarij za podrijetlo Sunčeva sustava i života na Zemlji. U knjizi se tvrdilo da su fosilni ostatci pokazivali progresivni uspon životinja tako da su današnje životinje ogranci glavne linije koja progresivno vodi čovječanstvu. U knjizi se impliciralo kako transmutacije vode do otkrivanja predodređenog plana koji je bio utkan u zakone kojima je vođen svemir. U tom je smislu knjiga nešto manje materijalistička od radikalnih ideja poput onih Roberta Granta, no njezina implikacija da su ljudi samo posljednji korak u usponu životinjskoga života razbjesnila je mnoge konzervativne mislioce. Veliki profil javne debate o djelu Vestiges s njezinim prikazom evolcuije kao progresivnog procesa uvelike će utjecati na percepciju Darwinove teorije desetljeće poslije.
Ideje o transmutacija vrsta bile su povezane s radikalnim materijalizmom prosvjetiteljstva te su ih često napadali konzervativniji mislioci. Georges Cuvier je napadao ideje Lamarcka i Geoffroyja Saint-Hilairea, pristajući uz Aristotelovu misao da su vrste nepromijenjive. Cuvier je vjerovao da su pojedini dijelovi životinja toliko jako uzajamno povezani jedni s drugima da bi se jedan dio anatomije mogao mijenjati u izolaciji neovisno o drugima, te je tvrdio da fosilni ostatci pokazuju obrasce katastrofičnih izumiranja nakon kojih su uslijedile repopulacije umjesto postupnih promjena tijekom vremena. On je također zamjetio da crteži životinja i mumificirane životinje iz Egipta stari nekoliko tisuća godina ne pokazuju znakove promjene kada ih se uspoređuje s modernim životinjama. Snaga Cuvierovih argumenata i njegova znanstvena reputacija pomogle su održati transmutacionalne ideje izvan glavnih tokova desetljećima.
U Britaniji je filozofija prirodne teologije ostala utjecajna. Knjiga Natural Theology (Prirodna teologija) iz 1802. godine autora Williama Paleyja sa svojom slavnom urarskom analogijom napisana je barem jednim svojim dijelom kao odgovor na transmutacijske ideje Erasmusa Darwina. Geolozi koji su bili pod utjecajem prirodne teologije poput Bucklanda i Sedgwicka često su napadali evolucijske ideje Lamarcka, Granta i djela The Vestiges of the Natural History of Creation. Iako se geolog Charles Lyell suprotstavljao skripturalnoj geologiji, također je vjerovao u nepromjenjivost vrsta, a u svojem djelu Principles of Geology (1830. – 1833.) kritizirao je Lamarckove teorije razvoja. Idealisti poput Louisa Agassiza i Richarda Owena vjerovali su da je svaka vrsta fiksirana i nepromjenjiva jer je predstavljala ideju u zamisli stvoritelja. Oni su vjerovali da se odnosi među vrstama mogu razaznati iz razvojnih obrazaca u embriologiji kao i u fosilnim ostatcima, no da ti odnosi predstavljaju temeljni obrazac božanske misli s progresivnom kreacijom koja vodi povećavanju složenosti i kulminirajući u čovječanstvu. Owen je razvio ideju "arhetipova" u božanskoj misli koja će stvoriti niz vrsta sa srodnim anatomskim homologijama poput udova kralježnjaka. Owen je vodio javnu kampanju koja je uspješno marginalizirala Roberta Granta unutar znanstvene zajednice. Darwin je iskoristio homologije koje je Owen analizirao u svojoj teoriji, no surov odnos prema Grantu i kontroverze oko Vestigesa doprinijet će njegovoj odluci da odgodi objavljivanje svojih ideja.

### Anticipacije prirodnog odabira
Nekoliko autora anticipiralo je aspekte Darwinove teorije, a u trećem izdanju O podrijetlu vrsta objavljenom 1861. godine Darwin je imenovao one koje je znao u uvodnom dodatku Povijesna skica nedavnog napretka mišljenja o podrijetlu vrsta kojeg je proširio u kasnijim izdanjima.
Godine 1813. William Charles Wells pred Kraljevskim društvom je pročitao eseje koji su pretpostavljali evoluciju čovjeka potvrđujući principe prirodne selekcije. Charles Darwin i Alfred Russel Wallace nisu bili upoznati s ovim djelom kada su skupa odlučili objaviti teoriju evolucije 1858. godine, no Darwin je kasnije priznao da je Wells prepoznao princip prirodnog odabira prije njih, pišući kako je članak "Izvještaj o bjelkinji čiji dijelovi kože nalikuju crnačkoj" objavljen 1818. godine, no "[Wells] izričito potvrđuje princip prirodne selekcije, te je to prva potvrda kojom se ona spominje; no on je primjenjuje samo na ljudsku rasu i samo na određene karakteristike". Kada je Darwin razvijao svoju teoriju bio je pod utjecajem prirodnog sustava klasifikacije Augustina de Candollea koji je isticao rat između konkurentnih vrsta.
Patrick Matthew pisao je u svojoj nezamjećenoj knjizi Morsko drveće i arborikultura (1831.) o "neprekidnom balansiranju života na okolnostima. … Potomstvo istih roditelja u velikim razlikama u okolnostima čak je moglo u nekoliko generacija postati raznolikim vrstama koje su bile nesposobne za koreprodukciju". Charles Darwin otkrio je ovo djelo nakon prvog objavljivanja Podrijetla. U kratkom povijesnom prikazu kojeg je Darwin ubacio u 3. izdanje napisao je da je "na nesreću stajalište gdina Matthewa vrlo kratko prikazano u Dodatku djelu na različitu temu … Ipak, on je jasno uvidio punu snagu principa prirodnog odabira".
Kroz povijest biologije od starih Grka nadalje moguće je vidjeti i otkriti anticipacije gotovo svih Darwinovih ključnih ideja. No povjesničar znanosti Peter J. Bowler kaže: "Kroz kombinaciju hrabrog teoretiziranja i sveobuhvatne evaluacije Darwin se pojavio s konceptom evolucije koja je dotad bila jedinstvena." Bowler nastavlja dalje govoreći da samo jednostavno prvenstvo nije dovoljno da se osigura mjesto u povijesti znanosti; netko mora razviti ideju i uvjeriti druge u njezinu važnost kako bi imalo stvaran učinak.
T. H. Huxley u svojem je eseju o dočeku Podrijetla vrsta rekao:
Prijedlog da nove vrste mogu nastati iz selektivnog djelovanja vanjskih uvjeta na varijacije specifičnog tipa koje ispoljavaju jedinke i koje nazivamo spontanima jer ne poznamo njihovu uzročnost potpuno je bio nepoznat povjesničarima znanstvenih ideja kao što je bio specijalistima iz biologije prije 1858. godine. No taj je prijedlog središnja ideja Podrijetla vrsta i sadrži kvintesenciju darvinizma.

### Prirodni odabir
Biogeografski obrasci koje je Charles Darwin promatrao na mjestima poput otočja Galapagos tijekom putovanja Beaglea natjerali su ga da posumnja u nepromjenjivost vrsta, pa je 1837. godine Darwin započeo prvu seriju tajnih bilježnica o transmutacijama. Darwinova promatranja dovela su ga do zaključka da je transmutacija proces divergencije i grananja umjesto stepenastog napretka kakvog su zamišljali Lamarck i drugi. Godine 1838. Darwin je pročitao novo 6. izdanje Eseja o principu populacije kojeg je u kasnim 1700-ima napisao Thomas Malthus. Malthusova ideja rasta populacije koji je vodio borbi za opstanak kombinirana s Darwinovim znanjem o tome kako uzgajivači vrše selekciju osobina, doveli su do začetka Darwinove teorije prirodnog odabira. Darwin nije objavio svoje ideje o evoluciji punih 20 godina. Svoje je ideje ipak razmijenio s nekim naturalistima i prijateljima počevši s Josephom Hookerom s kojim je raspravljao o svom neobjavljenom eseju o prirodnoj selekciji iz 1844. godine. Tijekom tog razdoblja koristio je vrijeme koje je mogao odvojiti od svog preostalog znanstvenog rada kako bi polagano razradio svoje ideje i, svjestan intenzivne kontroverze oko transmutacije, prikupio gomilu dokaza radi njihove potvrde.
Za razliku od Darwina Alfred Russel Wallace je pod utjecajem Otisaka prirodne povijesti kreacije već otprije sumnjao da se transmutacija vrsta pojavila kada je započeo svoju karijeru kao naturalist. Do 1855. godine njegova biogeografska zapažanja tijekom terenskog rada u Južnoj Americi i Malajskom arhipelagu dovoljno snažno su potvrdila njegova razmišljanja o granajućem obrascu evolucije, te je objavio rad u kojem je tvrdio da svaka vrsta potječe iz bliske srodnosti s već postojećim blisko povezanim vrstama. Wallace je poput Darwin razmatrao moguću primjenu Malthusovih ideja na životinjske populacije koje su ga dovele do zaključka vrlo sličnima idejama koje je Darwin dokučio o ulozi prirodne selekcije. Wallace je u veljači 1858. godine nesvjestan Darwinovih neobjavljenih ideja objedinio svoja razmišljanja u eseju koji je poslao Darwinu radi ispitivanja njegova mišljenja. Posljedica toga bilo je zajedničko objavljivanje u srpnju iste godine jednog izvatka Darwinova eseja iz 1844. godine i Wallaceovog pisma (On the Tendency of Species to form Varieties; and on the Perpetuation of Varieties and Species by Natural Means of Selection). Darwin je također započeo s radom na Podrijetlu vrsta koje će objaviti 1859. godine.

## 1859 – 1930-e: Darwin i njegova baština
Do 1850. godine pitanje jesu li vrste evoluirale ili nisu bilo je predmet intenzivne debate s istaknutim znanstvenicima na objema stranama problema. No tek je objavljivanje Darwinovog djela O podrijetlu vrsta (1859) fundamentalno transformiralo raspravu o biološkom podrijetlu. Darwin je zagovarao svoju granajuću verziju evolucije objašnjenu bogatstvom činjenica iz biogeografije, anatomije, embriologije i ostalih područja biologije. On je također pružio prvi uvjerljiv mehanizam po kojem se odvijala evolucijska promjena: svoju teoriju prirodnog odabira.
Jedan od prvih i najistaknutijih naturalista koji je Podrijetlom bio uvjeren u realnost evolucije bio je britanski anatom Thomas Henry Huxley. On je potvrdio da je za razliku od ranijih transmutacijskih ideja Lamarcka i Ostataka Darwinova teorija osigurala mehanizam za evoluciju bez natprirodnog uplitanja, iako ni sam Huxley nije bio u potpunosti uvjeren da je prirodan odabir ključan evolucijski mehanizam. Huxley je zagovarao evoluciju zaglavnim kamenom programa X Cluba kako bi reformirao i profesionalizirao znanost zamjenom prirodne teologije naturalizmom, te dokrajčio prevlast klera u britanskim prirodnim znanostima. Do ranih 1870-ih u anglofonim zemljama, zahvaljujući donekle tim naporima, evolucija je postala glavno znanstveno objašnjenje podrijetla vrsta. U svojoj kampanji za javno i znanstveno prihvaćanje Darwinove teorije Huxley je obilno koristio nove dokaze evolucije iz paleontologije. Među njima nalazili su se dokazi koji potvrđuju da su ptice evoluirale iz gmazova, uključujući otkriće Archaeopteryxa u Europi i brojnih fosila primitivnih ptica sa zubima pronađenih u Sjevernoj Americi. Druga važna linija dokaza bio je pronalazak fosila koji su pomogli u praćenju evolucije konja od malih predaka peteroprstaša. Ipak prihvaćanje evolucije među znanstvenicima u neanglofonim državama poput Francuske, te zemljama južne Europe i Latinske Amerike bilo je sporije. Iznimka toga bila je Njemačka u kojoj su nositelji ove ideje bili August Weismann i Ernst Haeckel koji se osobito istaknuo kao vatreni pristalica Darwinove teorije. Haeckel je koristio evoluciju u osporavanju uspostavljene tradicije metafizičkog idealizma u njemačkoj biologiji onoliko koliko ju je Huxley koristio u osporavanju prirodne teologije u Britaniji. On je znanstveno razradio problem jedinstva žive i nežive prirode, postanak života kemijskim putom iz nežive prirode, monofiletsko podrijetlo živih bića itd., i na kraju formulirao biogenetski zakon (koji u suvremenoj evoluciji ima samo povijesno značenje). Filogenija je po Haeckelu osnovna znanost o promjenama oblika kroz koje prolaze organizmi tijekom cijelog svojeg razvoja. Haeckel je tako prvi postavio teoriju descendencije, koju je nazvao transformizmom, spojivši u njoj uz darvinizam i neke lamarkističke misli. Veliki pobornik Darwinovih ideja u tadašnjoj Rusiji bio je Kliment Arkadijevič Timirjazev, ruski botaničar najpoznatiji poznat po svojem radu na polju fotosinteze. Darwinovu teoriju evolucije smatrao je najvećim dostignućem znanosti u 19. stoljeću, tvrdeći da postoji materijalistički svjetonazor u biologiji. Timirjazev je više puta naglašavao da su moderni oblici organizama rezultat duge adaptivne evolucije.
Darwinova teorija uspjela je u dubokoj izmjeni znanstevnog razmišljanja o razvoju života i u stvaranju male filozofske revolucije. Ipak ta teorija nije mogla objasniti nekoliko kritičnih sastavnica evolucijskog procesa. Konkretno, Darwin nije mogao objasniti izvor varijacija u osobinama unutar vrste, te nije mogao identificirati mehanizam koji je mogao prenositi osobine vjerno s jedne generacije na drugu. Darwinova hipoteza o pangenezi, jednim se dijelom oslanjajući na nasljeđivanje stečenih karakteristika, dokazala se korisnom u statističkim modelima evolucije koje je razvio njegov nećak Francis Galton i "biometrijska" škola evolucijske misli. Međutim ova se ideja pokazala gotovo beskorisnom za ostale biologe.

### Primjena na ljude
Charles Darwin je bio svjestan žestoke reakcije u određenim dijelovima znanstvene zajednice protiv tvrdnji iznesenih u Ostatcima prirodne povijesti kreacije po kojima su ljudi nastali od životinja procesom transmutacije. Stoga je on gotovo u potpunosti ignorirao temu evolucije čovjeka u Podrijetlu vrsta. Unatoč navedenoj opreznosti, ovaj je problem imao istaknutu ulogu u debati koja je uslijedila nakon objavljivanja knjige. Iako je geologija pokazala da su Zemlja i život jako stari, većinu prve polovice 19. stoljeća znanstvena je zajednica vjerovala da su se ljudska bića iznenada pojavila prije nekoliko tisuća godina od tada. Ipak, niz arheoloških otkrića u 1840-ima i 1850-ima pokazala su kameno oruđe koje je bilo povezano s ostatcima izumrlih životinja. Do ranih 1860-ih, kako je sažeto u knjizi Geološki dokazi drevnosti čovjeka iz 1863. autora Charlesa Lyella, postalo je opće prihvaćeno da su ljudi postojali tijekom prapovijesnog perioda – koje je trajalo tisućama godina prije početka pisane povijesti. Taj pogled na ljudsku povijest bio je sukladniji s evolucijkim podrijetlom čovječanstva od prethodnog starijeg pogleda. Nasuprot tome, u to vrijeme nije bilo fosilnih dokaza koji bi demonstrirali evoluciju čovjeka. Jedini fosili čovjeka pronađeni prije otkrića javanskog čovjeka u 1890-ima bili su anatomski gledano moderni ljudi ili neandertalci koji su pak bili, posebice u kritičnoj karakteristici kapaciteta lubanje, previše bliski modernim ljudima da budu uvjerljivi posrednici između ljudi i ostalih primata.
Stoga se debata koja je uslijedila odmah nakon izdanja Podrijetla vrsta usredotočila na sličnosti i razlike između ljudi i modernih čovjekolikih majmuna. Carolus Linnaeus našao se u 18. stoljeću pod kritikom jer je grupirao ljude i čovjekolike majmune zajedno kao primate u svojem iz temelja prijelomnom klasifikacijskom sustavu. Richard Owen energično je branio klasifikaciju koju su predlagali Cuvier i Johann Friedrich Blumenbach, a po kojoj su ljudi činili zaseban red od bilo kojih drugih sisavaca što je do ranog 19. stoljeća postalo ortodoksnim pogledom. Thomas Henry Huxley je suprotno tome tražio način kako bi demonstrirao blizak anatomski odnos između ljudi i čovjekolikih majmuna. U jednom poznatom incidentu Huxley je pokazao Owenu da je pogriješio u tvrdnji kako gorilinom mozgu nedostaje struktura prisutna u ljudskom mozgu. Huxley je sažeo svoj argument u svojoj utjecajnoj knjizi Dokaz čovjekova mjesta u prirodi iz 1863. godine. Drugo gledište su zagovarali Charles Lyell i Alfred Russel Wallace. Oni su se slagali oko toga da ljudi dijele zajedničkog pretka s čovjekolikom majmunima, no dovodili su u pitanje može li se bilo kakav čisto materijalistički mehanizam uzeti u obzir za tumačenje svih razlika između ljudi i čovjekolikih majmuna, posebice u nekim aspektima ljudskog razuma.
Godine 1871. Darwin je objavio Podrijetlo čovjeka i selekcija u odnosu na spol, koji su sadržavali njegove poglede na ljudsku evoluciju. Darwin je tvrdio kako su razlike između ljudskog razuma i razuma viših životinja samo kvantitativne, a ne kvalitativne naravi. Primjerice, Darwin je gledao na moral kao na prirodan izdanak instinktâ koji su bili korisni za životinje koje žive u društvenim grupama. On je tvrdio da se sve razlike između ljudi i majmuna mogu objasniti kombinacijom selektivnih pritisaka, koji su nastali kada su naši predci sišli s drveća u nizine, i seksualne selekcije. Debata o podrijetlu čovjeka i o stupnju čovjekove jedinstvenosti nastavila se tijekom 20. stoljeća.

### Ostale mogućnosti umjesto prirodnog odabira
Evolucija je široko prihvaćena u znanstvenim krugovima unutar nekoliko godina od objavljivanja Podrijetla, no prihvaćanje prirodne selekcije kao njezinog pokretajućeg mehanizma bilo je mnogo manje prošireno. Četiri glavne opcije umjesto prirodnog odabira u kasnom 19. stoljeću bile su teistička evolucija, neolamarkizam, ortogeneza i saltacionizam. Teistička evolucija (termin kojeg je promicala Asa Gray, najveća Darwinova pobornica u Americi) bila je ideja po kojoj je Bog intervenirao u proces evolucije kako bi ga vodio na takav način da se živi svijet još uvijek mogao smatrati dizajniranim. Ova je ideja ipak postupno gubila naklonost među znanstvenicima kako su oni postajali sve više posvećeni ideji metodologijskog naturalizma i kako su sve više vjerovali da bi izravno prizivanje natprirodnog uplitanja bilo znanstveno neproduktivno. Do 1900. godine teistička evolucija uvelike je nestala iz profesionalnih znanstvenih rasprava, iako je zadržala snažno popularno praćenje.
U kasnom 19. stoljeću termin neolamarkizam počeo se povezivati s položajem naturalista koji su nasljeđivanje stečenih karakteristika smatrali najvažnijim evolucijskim mehanizmom. Među pobornicima ove pozicije nalazili su se britanski pisac i darvinski kritičar Samuel Butler, njemački biolog Ernst Haeckel i američki paleontolog Edward Drinker Cope. Oni su smatrali lamarkizam filozofski nadmoćnijim od Darwinove ideje selekcije koja je djelovala na slučajne varijacije. Cope je tražio, i mislio da je našao, obrasce linearne progresije u fosilnim zapisima. Nasljeđivanje stečenih karakteristika bio je dio Haeckelove rekapitulacijske teorije evolucije koja je smatrala da se embriološkim razvojem organizma ponavlja njegova evolucijska povijest. Kritičari neolamarkizma poput njemačkog biologa Augusta Weismanna i Alfreda Russela Wallacea isticali su da nitko do tada nije stvorio čvrst dokaz za nasljeđivanje stečenih karakteristika. Unatoč ovom kriticizmu, neolamarkizam je ostao pri kraju 19. stoljeća najpopularnija alternativa prirodnoj selekciji, a neki su ga naturalisti zagovarali čak i u 20. stoljeću.
Ortogeneza je bila hipoteza kojom se tvrdilo da život ima prirođenu težnju za promjenom u unilinearnom stilu prema sve većoj savršenosti. Stekla je značajnu naklonost u 19. stoljeću, a njeni protivnici bili su ruski biolog Leo Berg i američki paleontolog Henry Fairfield Osborn. Ortogeneza je bila popularna među nekim paleontolozima koji su vjerovali kako fosilni ostatci pokazuju stupnjevitu i konstantnu jednosmjernu promjenu. Saltacionizam je bio ideja o tome da nove vrste nastaju kao rezultat velikih mutacija. Na njega se gledalo kao na bržu alternativu darvinskom konceptu postupnog procesa malih slučajnih varijacija nastalih prirodnom selekcijom, te je bio popularan među ranim genetičarima poput Huga de Vriesa, Williama Batesona i T. H. Morgana tijekom njegove rane karijere. Saltacionizam je postao temelj mutacijske teorije evolucije.

### Mendelova genetika, biometrika i mutacije
Takozvano ponovno otkriće Mendelovih zakona nasljeđivanja 1900. godine pokrenula je žustru debatu između dvaju tabora biologa. U jednom taboru bili su mendelovci koji su se fokusirali na diskretne varijacije i zakone nasljeđivanja. Njih su vodili William Bateson (koji je skovao riječ genetika) i Hugo de Vries (koji je skovao riječ mutacija). Njihovi protivnici bili su biometričari koji su se zanimali za kontinuirane varijacije karakteristika unutar populacija. Njihovi vođe Karl Pearson i Walter Frank Raphael Weldon slijedili su tradiciju Francisa Galtona koji se fokusirao na mjerenje i statističku analizu varijacija unutar populacija. Biometričari su odbacivali Mendelovu genetiku na osnovi toga da diskretne jedinice nasljednosti, poput gena, ne mogu objasniti kontinuirani raspon varijacija koji se može vidjeti u realnim populacijama. Weldonovo djelo s rakovima i puževima pružilo je dokaz da selekcijski pritisak iz okoliša ne bi mogao promijeniti raspon varijacija u divljim populacijama, a mendelovci su tvrdili da su varijacije koje su mjerili biometričari bile neznačajne u važnosti za evoluciju novih vrsta.
Kada je započeo eksperimentirati s križanjem voćne mušice Drosophila melanogaster, T. H. Morgan je bio saltacionist koji je vjerovao da će demonstrirati kako nove vrste mogu nastati u laboratoriju samo mutacijom. Umjesto toga, rad u njegovu laboratoriju između 1910. i 1915. ponovo je potvrdio Mendelovu genetiku i osigurao čvrst eksperimentalan dokaz koji je bio povezan s kromosomskih nasljeđivanjem. Njegov je rad demonstrirao da većina mutacija ima relativno malene učinke poput promjene boje očiju, te da mutacije, umjesto da stvaraju nove vrste u jednom koraku, služe za povećavanje varijacija unutar postojeće populacije.

## 1920-e – 1940-e

### Populacijska genetika
Mendelove i biometrijske modele naposljetku je pomirio razvoj populacijske genetike. Ključni korak bio je rad britanskog biologa i statističara R. A. Fishera. U nizu radova koje je počeo objavljivati 1918. godine, a čiji je vrhunac dosegnut knjigom Genetska teorija prirodne selekcije iz 1930. godine, Fisher je pokazao kako se kontinuirane varijacije koje su mjerili biometričari mogu proizvesti kombiniranim djelovanjem mnogih diskretnih gena, te da prirodni odabir može mijenjati frekvenciju gena u populaciji što rezultira evolucijom. Drugi britanski genetičar J. B. S. Haldane primijenio je, u nizu radova koje je počeo objavljivati 1924. godine, statističku analizu primjera prirodne selekcije iz realnog svijeta kao što je evolucija industrijskog melanizma u brezina moljca, te je pokazao da prirodna selekcija djeluje čak u bržim stopama nego što je pretpostavljao Fisher.
Američki biolog Sewall Wright, koji je imao podlogu u eksperimentima križanja životinja, fokusirao se na kombinacije međudjelujućih gena i učinke križanja na malim, relativno izoliranim populacijama koje su pokazivale genetski pomak. Godine 1932. Wright je uveo koncept adaptivnog krajobraza i tvrdio kako genetski pomak i križanje može udaljavati malenu izoliranu subpopulaciju od adaptivnog vrhunca, omogućujući prirodnoj selekciji da se kreće prema različitim adaptivnim vrhuncima. Radom Fishera, Haldanea i Wrighta nastala je disciplina populacijske genetike. To je integriralo prirodnu selekciju s Mendelovom genetikom što je bio prvi kritični korak u razvoju jednistvene teorije o tome kako evolucija djeluje.

### Moderna evolucijska sinteza
U prvih nekoliko desetljeća 20. stoljeća većina terenskih naturalista nastavila je vjerovati kako lamarkistički i ortogenetski mehanizmi evolucije pružaju najbolje objašnjenje složenosti koju su promatrali u živom svijetu. Kako se polje genetike nastavilo razvijati, takvi pogledi postajali su sve manje održivi. Theodosius Dobzhansky, postdoktorand i suradnik u Morganovu laboratoriju, bio je pod utjecajem djela o genetskoj raznolikosti čiji su autori bili ruski genetičari poput Sergeja Četverikova. On je pomogao premostiti razliku između temelja mikroevolucije koje su razvili populacijski genetičari i obrazaca makroevolucije koje su promatrali terenski biolozi knjigom Genetika i podrijetlo vrsta iz 1937. godine. Dobzhansky je proučavao genetsku raznolikost divljih populacija i pokazao kako te populacije, suprotno pretpostavkama populacijskih genetičara, imaju veće količine genetske raznolikosti s oznaćenim razlikama među subpopulacijama. U knjizi je naveden visokomatematički rad populacijskih genetičara koji je prikazan u pristupačnijem obliku. U Velikoj Britaniji E. B. Ford, pionir ekološke genetike, nastavio je u 1930-ima i 1940-ima demonstrirati snagu selekcije koju uzrokuju ekološki faktori uključujući sposobnost održavanja genetske raznolikosti kroz genetski polimorfizam poput ljudskih krvnih grupa. Fordov rad doprinijet će tijekom moderne sinteze prebacivanju naglaska s genetskog pomaka na prirodnu selekciju.
Ernst Mayr je bio pod utjecajem rada njemačkog biologa Bernharda Renscha o tome kako lokalni okolišni faktori utječu na geografsku distribuciju podvrsta i blisko srodnih vrsta. Mayr je slijedio rad Dobzhanskog s knjigom Sistematika i podrijetlo vrsta iz 1942. godine, a kojom je isticao važnost alopatrijske specijacije u formiranju novih vrsta. Ovaj oblik specijacije javlja se kada geografsku izolaciju subpopulacije slijedi razvoj mehanizama reproduktivne izolacije. Mayr je također formulirao koncept biološke vrste koji je vrste definirao kao grupe populacija koje se križaju ili se potencijalno mogu križati, a koje su reproduktivno izolirane od svih ostalih populacija.
U knjizi Tempo i mod evolucije iz 1944. godine George Gaylord Simpson pokazao je da su fosilni ostatci u skladu s nepravilnim neusmjerenim obrascem kojeg je predviđala razvojna evolucijska sinteza, te da linearni trendovi za koje su raniji paleontolozi tvrdili da podupiru ortogenezu i neolamarkizam nisu podržavali pobliže proučavanje. Godine 1950. G. Ledyard Stebbins objavio je Varijacije i evolucija biljaka koja je pomogla integrirati botaniku u sintezu. Nastali interdisciplinarni konsenzus o djelovanju evolucije postat će poznat kao moderna evolucijska sinteza. Naziv je nastao prema knjizi Evolucija: moderna sinteza autora Juliana Huxleyja.
Evolucijska sinteza je pružala konceptualnu jezgru — posebice, prirodnoj selekciji i Mendelovoj populacijskoj genetici — koje su povezivale mnoge, ali ne sve, biološke discipline. Ona je pomogla u uspostavi legitimnosti evolucijske biologije, kao primarno povijesne znanosti, u znanstvenoj klimi koja je favorizirala eksperimentalne metode nad povijesnima. Sinteza je također rezultirala u značajnom sužavanju opsega glavne struje evolucijske misli (ono što je Stephen Jay Gould nazivao "očvršćivanjem sinteze"): do 1950. godine prirodna selekcija koja djeluje na genetske varijacije bila je virtualno jedini prihvatljivi mehanizam evolucijske promjene (panselekcionizam), a makroevolucija se jednostavno smatrala rezultatom ekstenzivne mikroevolucije.

## 1940-e – 1960-e: Molekularna biologija i evolucija
Desetljeća sredine 20. stoljeća doživjela su uspon molekularne biologije, a s njome i razumijevanje kemijske prirode gena kao sekvencija DNA i njihova odnosa, kroz genski kod, s proteinskim sekvencijama. Istovremeno su sve snažnije tehnike za analizu proteina poput proteinske elektroforeze i sekvenciranja donijele biokemijske fenomene u svijet sintetske teorije evolucije. U ranim 1960-ima biokemičari Linus Pauling i Emile Zuckerkandl predložili su hipotezu molekularnog sata: razlike u sekvenciji između homolognih proteina mogle su se iskoristiti u izračunavanju vremena u kojem su dvije vrste divergirale. Godine 1969. Motoo Kimura i drugi pružili su teoretsku osnovu molekularnog sata, tvrdeći da — makar na molekularnoj razini — većina genetskih mutacija nije štetna niti korisna, te da je genetski pomak umjesto prirodne selekcije odgovoran za velik udio genetske promjene što je kasnije nazvano neutralnom teorijom molekularne evolucije. Proučavanja proteinskih razlika unutar vrsta također se molekularnim podatcima potvrđivala populacijska genetika dajući procjene razine heterozigotnosti u prirodnim populacijama.
Od ranih 1960-ih molekularna biologija sve se više vidjela kao prijetnja tradicionalnoj jezgri evolucijske biologije. Uhodani evolucijski biolozi — posebice tri arhitekta moderne sinteze: Ernst Mayr, Theodosius Dobzhansky i G. G. Simpson — bili su krajnje skeptični oko molekularnih pristupa posebno prilikom pronalaska veze (ili njezinog nedostatka) s prirodnom selekcijom. Hipoteza molekularnoga sata i neutralna teorija bile su djelomično kontroverzne, uzrokujući debatu neutralista i selekcionista oko relativne važnosti pomaka i selekcije što se nastavilo u 1980-e bez jasnog rješenja.

## Kasno 20. stoljeće

### Genocentrični pogled
Tijekom sredine 1960-ih George C. Williams snažno je kritizirao objašnjenja adaptacija izrečenih u terminima "opstanka vrsta" (argumenata grupne selekcije). Takva objašnjenja uglavnom su zamijenjena genocentričnim pogledom na evoluciju koji je epitomiziran argumentima srodstvene selekcije W. D. Hamiltona, Georgea R. Pricea i Johna Maynarda Smitha. Ovo gledište bilo je sažeto i popularizirano u utjecajnoj knjizi Sebični gen iz 1976. autora Richarda Dawkinsa. Modeli tog razdoblja pokazali su da je grupna selekcija ozbiljno ograničena u svojoj snazi; ovi su modeli od tada označeni previše ograničenima, a novijim modelima dopuštena je mogućnost značajne višerazinske selekcije.
Godine 1973. Leigh Van Valen predložio je termin "Crvena kraljica" koji je preuzeo iz knjige Kroz zrcalo autora Lewisa Carrolla, a njime je opisao scenarij u kojem su se vrste koje su sudjelovale u jednoj ili više evolucijskih utrka u naoružanju morale kontinuirano mijenjati radi držanja koraka s vrstama s kojima su koevoluirale. Hamilton, Williams i drugi predlagali su da bi ova ideja mogla objasniti evoluciju seksualne reprodukcije: povećana genetska raznolikost uzrokovana seksualnom reprodukcijom pomagala bi održavati otpornost protiv brzo evoluirajućih parazita, stoga čineći seksualnu reprodukciju zajedničkim unatoč silnoj cijeni genocentričnog pogleda na sustav gdje se samo polovica genoma organizma prenosila tijekom reprodukcije. Genocentrični pogled doveo je do povećanog interesa za Darwinovu staru ideju seksualne selekcije, a nedavno i u temama poput seksualnog konflikta i intragenomskog konflikta.

### Sociobiologija
Hamiltonov rad o srodstvenoj selekciji doprinio je pojavi discipline sociobiologije. Postojanje altruističnog ponašanja bio je težak problem za evolucijske teoretičare od samog početka. Značajan napredak napravljen je 1964. godine kada je Hamilton formulirao nejednakost srodstvene selekcije poznate kao Hamiltonovo pravilo, a koje je pokazalo da su eusocijalnost kod insekata (postojanje sterilnih radničkih klasa) i mnogi drugi primjeri altruističnoga ponašanja mogli evoluirati kroz srodstvenu selekciju. Uslijedile su ostale teorije od kojih su neke proizašle iz teorije igre poput recipročnoga altruizma. Godine 1975. E. O. Wilson objavio je utjecajnu i jako kontroverznu knjigu Sociobiologija: nova sinteza koja je tvrdila da bi evolucijska teorija mogla objasniti mnoge aspekte životinjskog, a time i ljudskog ponašanja. Kritičari sociobiologije uključujući Stephena Jaya Goulda i Richarda Lewontina tvrdili su da sociobiologija u velikoj mjeri pretjeruje u stupnju po kojem se kompleksno ljudsko ponašanje može odrediti genetskim faktorima. Također su tvrdili da teorije sociobiologa često odražavaju njihovu vlastitu ideološku pristranost. Unatoč tim kritikama nastavljen je rad u sociobiologiji i srodnoj disciplini evolucijske psihologije, uključujući rad na drugim aspektima problema altruizma.

### Evolucijski putovi i procesi
Jedna od najistaknutijih debata koja se pojavila tijekom 1970-ih nastala je oko teorije isprekidane ravnoteže. Niles Eldredge i Stephen Jay Gould predložili su postojanje obrazaca fosilnih vrsta koje su uglavnom ostale nepromijenjene tijekom dugih perioda (što su nazvali stazom) isprekidanih s relativno kratkim periodima brzih promjena tijekom specijacije. Usavršavanje metoda sekvenciranja rezultiralo je velikim porastom sekvenciranih genoma, omogućujući testiranje i razrađivanje evolucijskih teorija uporabom ogromne količine genomskih podataka. Usporedbe između tih genoma pružile su uvid u molekularne mehanizme specijacije i adaptacije. Ove genomske analize proizvele su fundamentalne promjene u razumijevanju evolucijske povijesti života kao što je prijedlog sustava triju domena Carla Woesea. Napredak u računalnom hardveru i softveru omogućilo je testiranje i ekstrapolaciju sve naprednijih evolucijskih modela i razvoj polja sustavne biologije. Jedna od posljedica bila je razmjena ideja između teorija biološke evolucije i polja računalne znanosti poznate kao evolucijsko računanje koje pokušava imitirati biološku evoluciju u svrhu razvoja novih računalnih algoritama. Otkrića u biotehnologiji sada omogućuju modifikacije genoma, izvedbu evolucijskih studija do razine na kojoj će budući eksperimenti moći uključivati stvaranje potpuno sintetičkih organizama.

### Mikrobiologija i vodoravni prijenos gena
Rana teorija evolucije uvelike je ignorirala mikrobiologiju. To se događalo zbog manjka morfoloških osobina i nedostatka koncepta vrste u mikrobiologiji, posebice među prokariotima. Danas evolucijski istraživači iskorištavaju svoje usavršeno razumijevanje mikrobne fiziologije i ekologije, stvorene komparativnom lakoćom mikrobne genomike, radi istraživanja taksonomije i evolucije tih organizama. Ova proučavanja otkrivaju potpuno neočekivane razine raznolikosti među mikrobima.
Jedan posebno važan ishod u tim istraživanjima evolucije mikroba bilo je otkriće vodoravnog prijenosa gena 1959. godine u Japanu. Ovaj prijenos genetskog materijala između različitih vrsta bakterija odigrao je glavnu ulogu u propagaciji antibiotičke rezistencije. Visoke razine vodoravnog prijenosa gena koje se mogu vidjeti kod prokariota doveli su do prijedloga da bi tzv. "drvo života" bilo ispravnije ako bi bilo prikazano poput mreže. Kako se znanje o genomu nastavilo povećavati, nedavno je predloženo da je lateralni prijenos genetskog materijala odigrao važnu ulogu u evoluciji svih organizama. Zaista, kao dio endosimbiotske teorije o podrijetlu organela, vodoravni prijenos gena bio je kritični korak u evoluciji eukariota poput gljiva, biljaka i životinja.

### Evolucijska razvojna biologija
Tijekom 1980-ih i 1990-ih zasade moderne evolucijske sinteze našle su se pod povećanim preispitivanjem. Istovremeno se u evolucijskoj biologiji dogodila obnova strukturalističkih tema u djelima biologa Briana Goodwina i Stuarta Kauffmana koji su inkorporirali ideje iz kibernetike i teorije sustava, te istaknuli samoorganizirajuće procese razvoja kao faktore koji usmjeravaju tijek evolucije. Evolucijski biolog Stephen Jay Gould ponovo je oživio ranije ideje heterokronije, tj. izmjena u relativnim stopama razvojnih procesa u tijeku evolucije radi tumačenja generacije novih oblika, a zajedno s evolucijskim biologom Richardom Lewontinom napisao je 1979. godine utjecajan članak kojim je predložio da se promjena u jednoj biološkoj strukturi ili čak promjena strukturne novine, mogla neočekivano pojaviti kao slučajni rezultat selekcije na drugoj strukturi prije nego putem izravne selekcije za tu pojedinačnu adaptaciju. Oni su nazvali takve neočekivane strukturalne promjene "spandrelima" prema arhitektonskom obilježju. Kasnije su Gould i Vrba raspravljali o stjecanju novih funkcija pomoću novih struktura koje su se pojavljivale na taj način, nazivajući ih "ekspatacijama".
Molekularni podatci koji su se odnosili na mehanizme koji su činili podlogu razvoja ubrzano su se akumulirali tijekom 1980-ih i 1990-ih. Ubrzo je postalo jasno da raznolikost animalne morfologije nije bila posljedica različitih skupova proteina koji su regulirali razvoj različitih životinja, već je ona nastala zbog promjena u grupiranju malenih skupova proteina koji su bili zajednički svim životinjama. Ti proteini postali su poznati kao "razvojni alati". Takve su perspektive utjecale na discipline filogenetike, paleontologije i komparativne razvojne biologije, a začele su i novu disciplinu evolucijske razvojne biologije.
Nedavni rad na ovom polju istaknuo je fenotipsku i razvojnu plastičnost. Predloženo je, primjerice, da je ubrzan nastanak osnovnih shema životinjskog tijela u kambrijskoj eksploziji djelomično izazvan promjenama u okolišu koje su djelovale na prirođena materijalna svojstva staničnih agregata poput diferencijalne stanične adhezije i biokemijske oscilacije. Oblici koji su nastali kasnije su stabilizirani prirodnom selekcijom. Eksperimentalno i teoretsko istraživanje o ovim i srodnim idejama predstavljeno je u višeautorskom svesku Podrijetlo organizmičnog oblika. 

## Nekonvencionalne teorije evolucije

### Točka Omega
Neznanstvena teorija točke Omega autora Pierrea Teilharda de Chardina opisuje postupni razvoj svemira od subatomskih čestica do ljudskog društva koje vidi kao njen završni stadij i cilj.

### Hipoteza o Geji
Ideje Teilharda de Chardina promatraju se povezanima sa specifičnijom teorijom o Geji Jamesa Lovelocka koji je predložio da živi i neživi dijelovi Zemlji čine složeni međusobno djelujući sustav sa sličnostima živog organizma. Lynn Margulis i drugi vide hipotezu o Geji kao proširenje endosimbioze i egzosimbioze. Ova modificirana hipoteza postulira da sva živa bića imaju regulatorni učinak na Zemljin okoliš koji promiče sveukupni život.

### Transhumanizam
Futuristi su često gledali na znanstveni i tehnološki napredak kao na nastavak biološke evolucije. Među njima se ističu transhumanisti koji često vide takvu tehnološku evoluciju samim ciljem svoje filozofije, vjerojatno u obliku tehnološkog singulariteta.

## Više informacija
- Putovanje Beaglea
- Otočje Galápagos
- Vjera i racionalnost

## Vanjske poveznice
- UC Berkeley's History of Evolutionary Thought
- Darwin's precursors and influences by John Wilkins. Dio mrežnih stranica TalkOrigins Archive.
- The Alfred Russel Wallace Page  Arhivirana inačica izvorne stranice od 5. travnja 2007. (Wayback Machine)